# Bunga Tanjung (Sitinjau Laut)
Bunga Tanjung is een bestuurslaag in het regentschap Kerinci van de provincie Jambi, Indonesië. Bunga Tanjung telt 1048 inwoners (volkstelling 2010).